# Jacob de Bondt
Jacob de Bondt, häufig auch Jacobus Bontius (* 1592 in Leiden; † 30. November 1631 auf Java), war ein niederländischer Arzt.

## Leben und Wirken

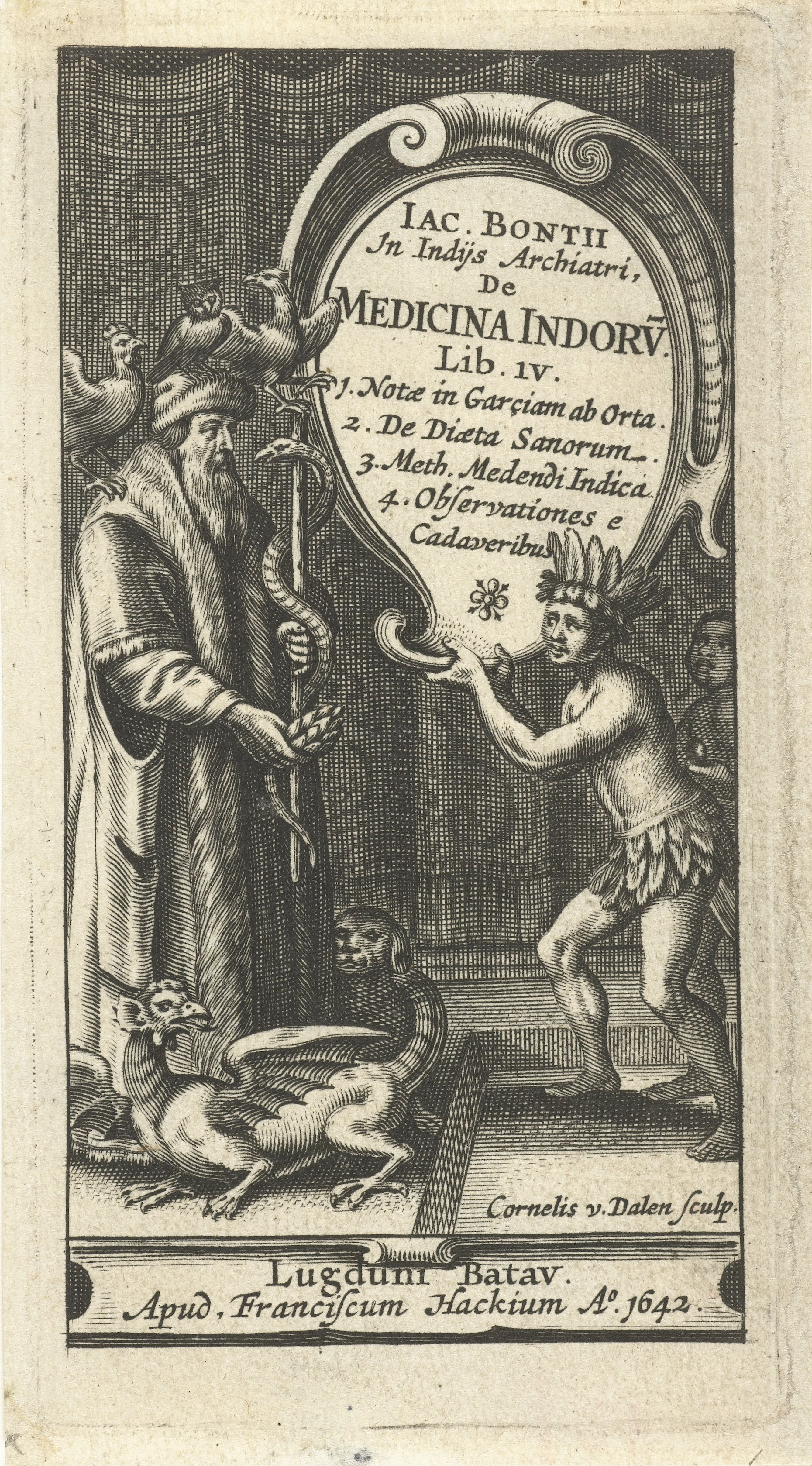
Titelseite von De medicina Indorum (1642)

De Bondt ist ein Sohn des niederländischen Arztes Gerard de Bondt. Er studierte in Leiden und erwarb 1614 den Titel Doktor der Medizin. Im Jahr 1627 ging er als Gesandter der Niederländischen Ostindien-Kompanie nach Jakarta (damals Batavia).
Sein 1642 posthum erschienenes Werk De medicina Indorum ist die erste bedeutende Abhandlung über die Krankheiten Ostindiens. Es enthält die ersten modernen Beschreibungen der Cholera, der tropischen Bakterienruhr, der Frambösie und Beriberi.
Er gilt, gemeinsam mit Willem Piso, als einer der Vorläufer der Tropenmedizin.
1657 findet das therapeutische Stechen von Nadeln erstmals im Westen durch Jacob de Bondt Erwähnung. Der Begriff Akupunktur wurde einige Jahre später von Willem ten Rhijne eingeführt.

## Ehrungen
Charles Plumier benannte ihm zu Ehren die Gattung Bontia der Pflanzenfamilie der Braunwurzgewächse (Scrophulariaceae). Carl von Linné übernahm später diesen Namen.

## Schriften (Auswahl)
- De Medicina Indorum libri IV (Leiden, 1642) 
 posthum von Willem Piso veröffentlicht, später (z. B. Paris, 1645) mit Werken von Prospero Alpini kombiniert
- Historiae naturalis et medicae Indiae orientalis libri VI (Amsterdam, 1658) 
 posthum von Willem Piso in 6 Bänden im Werk De Indiae Utriusque Re Naturali et Medica veröffentlicht

## Nachweise